# 地学団体研究会
地学団体研究会（ちがくだんたいけんきゅうかい、英語：The Association for the Geological Collaboration in Japan、略称: 地団研、AGCJ）は、地球科学の研究者・学者や愛好者からなる日本の学術団体。1947年に戦前からの地質学界の状況を改革しようとする若手地質学者を中心に設立された。1949年に民主主義科学者協会（民科）に加盟し、地学団体研究部会となる。1957年、民科を脱退し、独自の活動を続けて現在に至る。敗戦直後に新しい方向を目指して設立された学術団体で、現在まで活動を継続している数少ない団体のひとつと言われる。現在の会員数は約1500名。
1950年代創刊の学術雑誌『地球科学』を隔月で発行している。

## 概要
この研究会は、創造活動、普及活動、条件獲得活動（条件づくり活動）を3本柱として、科学運動の推進を目的とした活動が行われる。団体研究を推進し、独創的な地球科学の創造活動が全国各地で実施され、その団体研究の成果が学術雑誌「地球科学」として毎月発行されている。また普及活動にも熱心に力を入れており、それは地球科学教育の体系化と正しい普及に努めることである。さらに、これらを実践していくための諸条件を整理することが条件づくりとされる。
普及活動（地学教育）にも熱心で、全国区の生徒の教育活動とも連携して行われ、公害の克服や災害の復旧活動などの環境問題に関する役立つ地球科学の推進が図られる。それらの成果は、研究図書または普及図書として出版されることになる。

## 代表的な出版物

### 書籍
- 『地学事典』平凡社、1970年。ASIN B000JA2EUA
  - 『増補改訂版 地学事典』平凡社、1981年。 ISBN 4-582-11501-2
  - 『新版 地学事典』平凡社、1996年。 ISBN 4-582-11506-3
- 『新地学教育講座』全16巻、東海大学出版会、1976年 - 1977年。
  - 『新版地学教育講座』全16巻、東海大学出版会、1994年 - 1996年。
- 『シリーズ・自然だいすき』全5巻、大月書店、2004年 - 2005年。

### 逐次刊行物
- 『地球科学』、隔月刊。 ISSN 0366-6611
- 『そくほう』 ISSN 0388-5208
- 『地団研専報』、1948年 - 。
- 『地学双書』、1951年 - 。
- 『地学ハンドブックシリーズ』、1985年 - 。
- 『ブックレットシリーズ』、1992年 - 。
- 『地学教育と科学運動』
- 『団研ニュース』

## 支部
- 北海道支部 - 北海道立地質研究所 支部事務局気付
- 青森支部 - 弘前大学理工学部地球環境学科 個人気付
- 秋田支部 - 秋田大学工学資源学部地球資源学科応用地球科学教室
- 仙台支部 - 東北大学理学研究科　個人気付
- 山形支部 - 山形大学教育学部地学教室　個人気付
- 福島支部 - 福島大学教育学部地学教室気付
- 前橋支部 - 群馬県 個人気付
- 埼玉支部 - 埼玉県 個人気付
- 本部事務所・東京支部 - 東京都豊島区南池袋2-24-1 河合ビル5Ｆ
  - 地調班 - 産業技術総合研究所 地質情報研究部門気付
- 千葉支部 - 千葉県 個人気付
- 神奈川支部 - 神奈川県 個人気付
- 新潟支部 - 新潟大学理学部地質科学教室気付
  - 信濃川班 - 個人気付
  - 柏崎班 - 個人気付
  - 高田班 - 個人気付
- 長野支部 - 信州大学教育学部地学教室気付
- 松本支部 - 信州大学理学部地質科学教室気付
- 北陸支部 - 富山市科学文化センター 学芸課 個人気付
- 静岡支部 - 東海大学海洋学部海洋資源学教室気付
- 刈谷支部 - 愛知教育大学地球環境科学教室気付
- 名古屋支部 - （本部扱い）
- 岐阜支部 - 岐阜大学教育学部地学教室気付
- 京都支部 - 京都教育大学地学教室
- 和歌山支部 - 和歌山大学教育学部地学教室気付
- 大阪支部 - 大阪市立大学理学部地球学 吉川研究室気付
- 山陰支部 
  - 島根班 - 島根大学総合理工学部地球資源環境学教室気付
  - 鳥取班 - 鳥取大学教育学部地学教室気付
- 山陽支部
  - 広島班 - 広島大学理学部地球惑星システム学科気付
  - 山口班 - 山口大学理学部化学・地球科学教室気付
- 高知支部 - （本部扱い）
- 徳島支部 - （本部扱い）
- 九州支部 - 佐賀大学文化教育学部　角縁研究室気付

## プレートテクトニクス受容とのかかわり
2008年6月、泊次郎『プレートテクトニクスの拒絶と受容―戦後日本の地球科学史』が刊行された。同書は、1960年代から1970年代の日本の学界でのプレートテクトニクス受容が欧米より10年以上も遅れた最大の原因が、当時大きな影響力を持っていた地団研による地向斜造山論への固執にあったことを、多くの資料や聞き取り調査をまじえて詳細に明らかにした。
日本地球惑星科学連合のニュースレター『JGL』2009年第2号は、上田誠也による実体験も踏まえた同書の書評を掲載。これに対し地学団体研究会全国運営委員会は、書評の域を超え、事実と異なる内容があるとして、同誌2010年第1号にコメントを寄せた。

## 関連人物
- 絈野義夫 - 地学団体研究会会長（1962年（昭和37年） - 1963年（昭和38年））[5]